# Paris Calligrammes
Paris Calligrammes ist ein filmischer Essay der Regisseurin Ulrike Ottinger aus dem Jahre 2019. Sie erzählt darin von den Erfahrungen und Erlebnissen, die in ihren Pariser Jahren 1962–1969 für sie wichtig waren und sie prägten.
Der Filmtitel bezieht sich auf die Pariser Buchhandlung „Librairie Calligrammes“ von Fritz Picard, die in den 60er Jahren den Mittelpunkt einer bekannten Künstler- und Literatenszene bildete. Der Name der Buchhandlung wiederum bezieht sich u. a. auf Guillaume Apollinaires Calligrammes-Gedichte.
Der Film hatte am 22. Februar 2020 auf der Berlinale Weltpremiere, der Kinostart folgte am 12. März 2020 und die TV-Erstausstrahlung am 14. Juni 2021 in 3sat.

## Form
Ottinger montiert in ihrem Film kaleidoskopartig verschiedene Ausschnitte aus altem Filmmaterial und heutige Aufnahmen, wobei die alten Filmausschnitte aus den 1960er Jahren (z. T. auch aus noch älterer Zeit) überwiegen. Es handelt sich dabei meist um Ausschnitte aus Dokumentarfilmen, Fernsehnachrichten, Musikaufführungen u. ä., die sie in verschiedenen Archiven fand (diese werden im Abspann genannt). Ottinger verwendet aber auch Ausschnitte aus Spielfilmen, z. B. aus Kinder des Olymp, Octobre à Paris oder ihren eigenen Filmen.
Unterlegt werden diese Bilder mit einer Erzählstimme aus dem Off, die in Ichform aus Ottingers Perspektive spricht; die Sprecherin ist Senta Berger.

## Inhalt und Aufbau
Ottinger gliedert ihren Film in Kapitel, deren Titel in einer Schreibschrift angezeigt werden, die von Apollinaires Gedichten inspiriert ist.

### Kapitel

#### Vorspann
Ulrike Ottinger fährt 1962 nach Paris. Paris s’éveille, von Jacques Dutronc. Ausschnitt aus Kinder des Olymp (Garance in der Schaustellerbude): „Ein Spektakel für die, die ihre Augen nicht in der Tasche haben“. Ottingers Kommentar dazu: „Meine Augen hatte ich noch nie in der Tasche stecken, aber in Paris wurden sie weit und weiter, groß und größer.“
Eigentlicher Vorspann mit Figurengedichten (Calligrammes) von Guillaume Apollinaire. „Ich war 20 Jahre jung und mit dem festen Plan, eine große Künstlerin zu werden, nach Paris gekommen.“ – Straßenfeger auf der Place du Furstemberg.

#### Fritz Picard und die Librairie Calligrammes (8')
Der Deutsche Fritz Picard (eigentlich Pickard), der 1938 aus Deutschland emigrieren musste, gründete 1951 die Librairie Calligrammes, in der er vor allem mit deutschen antiquarischen Büchern handelte. Interview Georg Stefan Trollers mit Fritz Picard (1963). Dieser erzählt von den vielen Gästen, die zu ihm kamen. Das Gästebuch Fritz Picards, das Ottinger nach langer Suche fand.
Walter Mehring im Interview über „anti-art“. Seine selbst illustrierten Bücher. Lesung seines Gedichts „Marseille Sylvester 1940/41 in memoriam“, in dem es um die vielen deutschen Exilanten geht, die sich umbrachten oder zu Tode kamen. Refrain: „Der beste Jahrgang deutscher Reben / Ließ vor der Ernte so sein Leben.“

#### Das Atelier Friedlaender (27')
Ottinger lernt im Atelier Johnny Friedlaenders, einem Vertreter der Ecole de Paris, Radiertechniken. Durch Radierungen über Israel, die in diesem Atelier entstanden, kam Ottinger zu ihrem ersten Radiointerview.

#### Saint-Germain-des-Prés (33')
Literatenszene im Pariser Viertel Saint-Germain-des-Prés. Die Bedeutung der Cafés als Wohnungsersatz, weil die Wohnsituation unerträglich war. Exzentriker Ray Duncan. St.-Germain-des-Prés von Juliette Gréco. Buchhandlung La Hune.

#### Meine Pariser Freunde und das algerische Trauma (37')
Freundschaft mit Fernand Teyssier, Postsurrealist, später Nouvelle Figuration (Pariser Popart). Einige von Ottingers französischen Freunden (auch Teyssier) kannte sie schon aus Konstanz, sie waren dort als Soldaten stationiert. Teyssier desertierte mit Ottingers Hilfe, weil er nicht am Algerienkrieg teilnehmen wollte.
Teyssiers Wohnung in Montparnasse – auch das ein Zentrum der Avantgarde (Select, Dôme). Alain Lance. Algerienkrieg bestimmendes Thema. Ré und Philippe Soupault. Ihrer beider Arbeit im Maghreb. Albert Camus‘ politische Einstellung. Diskussionen in der Brasserie Lipp (die Soupaults kritisch und illusionslos in Bezug auf das „sozialistische“ Algerien). Film Octobre à Paris: über die Algerier in den Bidonvilles am Rand von Paris und über das Massaker vom August 1961. Rolle Maurice Papons.
Jean Genets Stück „Les Paravents“ (Algerienthema) wurde 1966 von Jean-Louis Barrault in seinem Théâtre de l’Odéon aufgeführt: Riesiger Skandal!

#### Pop! Meine Pariser Formenexperimente (54')
Chanson „Dieu est-il pop?“ von Jacqueline Misson, 1966. – Ottingers Chambre de bonne in der Rue des Ecoles, Ecke Rue de la Sorbonne, gegenüber der Montaigne-Statue, Blicke vom Zimmer über die Stadt. – Arbeiten in diesem Haus: Bandes dessinées (Comics) > Tableaux objets (Objektbilder). Ausstellung Schock fürs Publikum. Amerikanische Galerie von Eliane Sonnabend: andere Popkünstler (Warhol, Rauschenberg u. a.).

#### Die Künstler des Montparnasse (1'02)
Ossip Zadkine fährt auf dem Fahrrad mit einer Statue quer durch Paris. Académie de la Grande Chaumière. Atelier von Willy Maywald, dem Hausfotografen von Dior. Modeaufnahmen und Künstlerporträts. Zadkine bei der Arbeit. Jours fixes bei Maywald. Dort auch deutsche Emigranten wie z. B. Lou Albert-Lazare (Zeichnungen von Gurs). Valeska Gert. O.s Film Freak Orlando.

#### Mein ethnografischer Blick auf die Welt (1'07)
Zwischen Rue St. Denis und Bd de Strasbourg: afrikanischer Frisörsalon mit kunstvollen Frisuren. Straßenszenen. – Relikte der Kolonialzeit: Das Musée des Colonies mit den Reliefs, die Frankreichs Kolonialbesitz huldigen. Umbenennung in Musée de l’histoire de l’immigration. Aufmärsche der kolonialen Truppen am 14 juillet. Jardin colonial im Bois de Vincennes. – Auktion von kolonialen Objekten im Auktionshaus Palais Drouot.
Einfluss der Ethnologen Marcel Mauss, Pierre Bourdieu u. a. Vorlesung bei Claude Lévi-Strauss: die eigene Kultur vom Standpunkt der anderen betrachten. – Besuche im Musée de l’Homme am Trocadéro. – Ethnografische Filme von Jean Rouch. – Ethnografische Beobachtungen am Palais de Chaillot: ein Tourist, der Selfies macht. Der rollschuhfahrende Monsieur Florimond Dufour mit Koffergrammophon (Radetzky-Marsch), 1969.

#### Kosmos Kino: die Cinémathèque française (1’26)
Gründer Henri Langlois. 1963 Umzug ins Palais de Chaillot, im Beisein von André Malraux und Georges Pompidou eröffnet. Ottinger lernt dort die alten Filmklassiker ebenso wie die Nouvelle Vague kennen. Ausschnitte aus Méliès‘ Le voyage dans la lune, Interviews mit Langlois und Lotte Eisner.

#### Schatztruhen der Künste (1'36)
Regelmäßige Besuche des Louvre. Visites téléguidées. Musée Gustave Moreau. Seine Bilder inspirieren Ottinger zu der Gestaltung der Kolonialoper in ihrem Film Dorian Gray im Spiegel der Boulevardpresse. Salle Labrouste in der Bibliothèque Nationale. Goya im Cabinet des Estampes inspiriert sie zu dem Goya-Kapitel in ihrem Film Freak Orlando.

#### Meine Pariser Nächte (1'44)
Juliette Gréco singt „Accordéon“ von Serge Gainsbourg. Besuche von Jazzkellern, Homosexuellenbars, Chanson-Kellern. Barbara singt „Dis, quand reviendras-tu?“ – Geschäftiges Treiben in den nächtlichen Hallen (Halles de Paris).

#### Pariser Revolte (1'52)
1967: Vietnamkrieg wichtiges Thema. Ottingers Bildergeschichte „Journée d’un G.I.“, Figuration narrative. Mai 68: Studentenrevolte, Straßenkämpfe, Sartre verteilt La Cause du Peuple, de Gaulles Kommentar: „Einen Voltaire verhaftet man nicht“. Barrault öffnet sein Théâtre de l’Odéon für die Revoltierenden, ist gesprächsbereit, aber das Theater wird von ihnen besetzt und verwüstet. Ideologische Verhärtungen führen dazu, dass Ottinger viele Freunde verliert, eine Ära geht zu Ende.

#### Epilog (2'04)
Ottingers Weg zum Kino. „Laokoon & Söhne“.

#### Abspann (2'06)
Edith Piaf singt „Je ne regrette rien“.